# Debub
Debub (arabisk: المنطقة الجنوبية, tigrinja: ዞባ ደቡብ, dansk f.eks. «Syd») er en region i Eritrea. Regionen er landets næst mindste, men samtidigt den mest befolkede. Hovedstaden er Mendefera.

## Om regionen
Syd er landets næst mindste region, men samtidigt den mest befolkede med omkring 1,4 millioner indbyggere. Regionen grænser op til Gash-Barka i vest, det nordlige Rødehav i øst, Maekel i nord og Etiopien i syd.
Syd har et areal på omkring 8.000 kvadratkilometer, og hovedstaden er Mendefera. Andre byer i Debub inkluderer Adi Keyh, Adi Quala, Dekemhare, Debarwa og Senafe. De historiske områder som for eksempel Metera og Qohaito ligger også i regionen. Det højeste punkt i regionen, og i Eritrea, er Soira (3.018 meter) og ligger øst for Senafe.
Regionen er inddelt i elleve administrative sub-regioner.